# Acrotomodes unicolor
Acrotomodes unicolor är en fjärilsart som beskrevs av W. Warren 1906. Acrotomodes unicolor ingår i släktet Acrotomodes och familjen mätare. Inga underarter finns listade i Catalogue of Life.